# Stazione di San Marco d'Alunzio-Torrenova
La stazione di San Marco d'Alunzio-Torrenova è una fermata intermedia della linea ferroviaria Palermo-Messina al servizio di Torrenova e di San Marco d'Alunzio.

## Storia
Venne costruita come stazione passante in superficie sul vecchio tracciato della linea ferroviaria Palermo-Messina realizzato in ritardo rispetto al programma di costruzioni ferroviarie in Sicilia che, iniziato dalla Società Vittorio Emanuele, dovette essere completato prima dalla Società italiana per le strade ferrate meridionali dal 1872 e finito, dal 1885 in poi, dalla Società per le strade ferrate della Sicilia. La stazione entrò in servizio il 16 giugno 1895 unitamente al tronco Capo d'Orlando-Naso-Tusa della linea Messina-Palermo. La stazione, inizialmente era provvista solamente di telegrafo. Nel 1902 venne costruito il Magazzino Merci.
Da molti anni è divenuta fermata impresenziata a causa della soppressione della "dirigenza movimento" cioè del capostazione.

## Strutture e impianti
La stazione di San Marco d'Alunzio-Torrenova è situata al km 129+220 del tracciato della linea Palermo-Messina nel comune di Torrenova. Il fabbricato viaggiatori è su due livelli, di cui al secondo piano vi era l'alloggio del capostazione, e non presenta elementi architettonici di rilievo. Possiede soltanto un'obliteratrice ed una bacheca con tabella oraria. La fermata è gestita in telecomando dal DCO dall'impianto di Palermo Centrale. Il fascio binari comprendeva complessivamente due binari ma da molti anni vi è solo un binario per servizio viaggiatori.

## Movimento
La stazione è servita da treni regionali e a corta percorrenza, operati da Trenitalia.

## Servizi
La stazione è classificata da RFI nella categoria bronze.